# Siegfried Schneider
Pour les articles homonymes, voir Schneider.
Siegfried Schneider, né le 7 avril 1956 à Oberzell, est un homme politique allemand membre de l'Union chrétienne-sociale en Bavière (CSU).

## Biographie
En 1975, il passe avec succès son Abitur, puis effectue pour les deux années suivantes son service militaire dans la Bundeswehr. Il suit ensuite des études pour devenir professeur de l'enseignement primaire, qu'il termine en 1980.
Il occupe ensuite divers postes dans l'enseignement jusqu'en 1994. Par ailleurs, il est marié, père de trois enfants et de confession catholique.

## Vie politique

### Comme membre de la CSU
Il adhère à l'Union chrétienne-sociale en Bavière (CSU) en 1977, et entre au comité directeur de l'arrondissement d'Eichstätt huit ans plus tard.
En 2001, Siegfried Schneider est élu Vice-président du parti dans le district de Haute-Bavière, puis président en 2007. Il préside également le groupe de travail sur les écoles, l'éducation et le sport depuis 2004.

### Au niveau institutionnel
Entré au conseil municipal de la commune de Wettstetten en 1990, il devient député au Landtag de Bavière à la suite des élections de 1994. Deux ans plus tard, il est élu à l'assemblée de l'arrondissement d'Eichstätt.
Au sein du parlement régional, il assure la présidence de la commission de l'Éducation, de la Jeunesse et des Sports entre 2003 et 2005. Il a également occupé le poste de porte-parole du groupe de la CSU sur les questions d'éducation pendant trois ans à partir de 2002.
Le 21 avril 2005, le Ministre-président de Bavière, Edmund Stoiber, le nomme ministre de l'Enseignement et de l'Éducation. Il est reconduit le 16 octobre 2007 par Günther Beckstein, qui vient de succéder à Stoiber.
À la suite de la contre-performance de la CSU aux législatives régionales du 28 septembre 2008, Beckstein est remplacé par Horst Seehofer, qui choisit Siegfried Schneider comme chef de la Chancellerie d'État, avec rang de ministre avec attributions spéciales. Il entre en fonction le 30 octobre. Le 17 mars 2011, il est remplacé par Marcel Huber.